# José Pérez Llácer
José Pérez Llácer (Alfafar, Horta Sud, 26 de gener de 1927 - València, 16 de juliol de 2006) fou un ciclista valencià, professional entre 1948 i 1957. En el seu palmarès destaca una victòria d'etapa a la Volta a Espanya de 1948, edició que finalitzà en la vuitena posició final.

## Palmarès
- 1947
  - Vencedor de dues etapes de la Volta a Llevant
- 1948
  - Vencedor d'una etapa de la Volta a Espanya
  - Vencedor d'una etap al G.P. Marca
- 1952
  - 1r al Tour de Valclusa
- 1953
  - 1r del G.P. d'Andalusia

### Resultats a la Volta a Espanya
- 1947. 10è de la classificació general.
- 1948. 8è de la classificació general. Vencedor d'una etapa
- 1955. Abandona (1a etapa)
- 1956. Abandona (11a etapa)

### Resultats al Tour de França
- 1952. Fora de control (18a etapa)
- 1954. 44è de la classificació general